# Liste der Straßen in Berlin-Märkisches Viertel

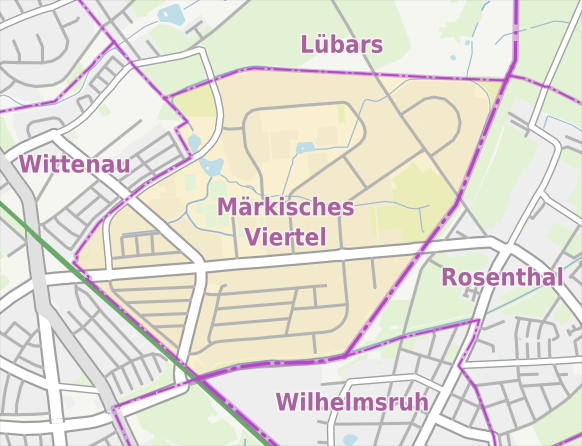
Übersichtskarte von Berlin-Märkisches Viertel

Die Liste der Straßen in Berlin-Märkisches Viertel stellt die im Berliner Ortsteil Märkisches Viertel liegenden Straßen mit ihren historischen Bezügen dar. Gleichzeitig ist diese Zusammenstellung ein Teil der Listen aller Berliner Straßen und Plätze.

## Überblick

### Straßensystem
In der Berliner Straßenliste sind 35 Straßen mit einer Gesamtlänge von 22,2 Kilometer aufgenommen, Plätze sind nicht benannt. Fünf dieser Straßenzüge führen unter gleichem Namen über den Ortsteil hinaus. Zum Berliner System übergeordneter Straßenverbindungen gehört der Wilhelmsruher Damm als zentrale Ost-West-Achse und die Schorfheidestraße südlich abgehend zur (vorgesehenen) Nordtangente (Am Nordgraben). Ergänzend zudem zur B 96, die nicht durch den Ortsteil führt. Weitere, im Straßensystem als Ergänzungsstraßen klassifizierte Verkehrswege sind:
- Dannenwalder Weg (Erschließung des südlichen und nordöstlichen Teils),
- Finsterwalder Straße (Nordwesten)
- Quickborner Straße (Osten)
- Der Eichhorster Weg nach Norden über den Wilhelmsruher Damm als Ergänzung der Schorfheider Straße hinweg hat für das Berliner Straßennetz eine geringere Bedeutung und bleibt als Hauptverkehrsstraße in der Liste ohne Kategorisierung.
- Der Senftenberger Ring, der keine Hauptverkehrsstraße ist, umringt nördlich vom Wilhelmsruher Damm (nahe Einkaufspassagenzentrum) abgehend Siedlungen mit blockhaftem Charakter und um Innenhöfe gruppierte Gebäudeketten. Diese flächenhafte Bebauung ohne Randbebauung rund um das Mittelfeldbecken (Packereigraben) entspricht den planerischen Konzepten der 1960er Jahre. Er teilt sich nach 350 Metern und bildet einen Ring mit einem Durchmesser von rund 500 Metern, der nur an zwei Stellen (Calauer und Wesendorfer Straße) Verbindung nach außen hat.

### Ortslage
Der Ortsteil war die erste Neubausiedlung im damaligen West-Berlin. Er entstand nach dem Mauerbau von 1961 auf vorherigen Ackerflächen, Gärtnereien und Gelände von Kleingartenkolonien. Von Anfang an als Stadtlandschaft projektiert entstanden die Straßenzüge mit dem Bau der Wohnungen zwischen 1964 und der vorerst letzte Neubauten 1974. Seit 1999 wurde die Großsiedlung mit den anliegenden Grünflächen vom Bezirk als 10. Ortsteil erklärt. Die Straßennamen bezeichnen Orte in der ehemaligen Mark Brandenburg und erklären die Herkunft des Namens der (in einem engen Zeitraum errichteten) Großsiedlung. Ausnahmen hiervon bilden bereits vor dem Bau des Märkischen Viertels bestehende Straßenzüge: der nach dem nahegelegenen Ortsteil Wilhelmsruh des Bezirks Pankow benannte Wilhelmsruher Damm und die Quickborner Straße.
Das Märkische Viertel hat 41.167 Einwohner (Stand: 31. Dezember 2023) und umfasst die Postleitzahlenbereiche 13435 und 13439.

## Übersicht der Straßen
Die nachfolgende Tabelle gibt eine Übersicht über die vorhandenen Straßen  im Ortsteil sowie einige dazugehörige Informationen.
- Name/Lage: aktuelle Bezeichnung der Straße. Über den Link Lage kann die Straße  auf verschiedenen Kartendiensten angezeigt werden. Die Geoposition gibt die Lage der ungefähren Mitte der Straßenlänge an.
- Im amtlichen Straßenverzeichnis nicht aufgeführte Verkehrswege sind mit * gekennzeichnet.
- Ehemalige oder nicht mehr gültige Straßennamen sind kursiv gesetzt. Für bedeutende ehemalige Straßen oder historische Straßennamen ist gegebenenfalls eine gesonderte Liste vorhanden.
- Länge/Maße in Metern:
Die in der Übersicht enthaltenen Längenangaben sind  gerundete Übersichtswerte, die in Google Earth mit dem dortigen Maßstab ermittelt wurden. Sie dienen Vergleichszwecken und werden, sofern amtliche Werte bekannt sind, ausgetauscht und gesondert gekennzeichnet.
Sofern die Straße auch in benachbarte Ortsteile weiterführt, gibt der Zusatz ‚im Ortsteil‘ an, wie lang der Straßenabschnitt innerhalb des Ortsteils dieses Artikels ist.
- Namensherkunft: Ursprung oder Bezug des Namens.
- Anmerkungen: weitere Informationen über anliegende Baudenkmale oder Institutionen, die Geschichte der Straße und historische Bezeichnungen.
- Bild: Foto der Straße oder eines anliegenden Objektes.

| Name/Lage                      | Länge/Maße (in Metern) | Namensherkunft                                                                                           | Datum der Benennung | Anmerkungen | Bild                                                                                      |
| ------------------------------ | ---------------------- | --- | ------------------- | --- | ----------------------------------------------------------------------------------------- |
| Birkenwerderstraße (Lage)      | 0460                   | Birkenwerder, Gemeinde in Brandenburg                                                                    | 1. Apr. 1967        | Der vorherige Name war Straße 130. | Birkenwerderstraße                                                                        |
| Borgsdorfer Straße (Lage)      | 0460                   | Borgsdorf, Stadtteil von Hohen Neuendorf in Brandenburg                                                  | 1. Apr. 1967        | Der vorherige Name war Straße 129. | Borgsdorfer Straße                                                                        |
| Calauer Straße (Lage)          | 0110                   | Calau, Stadt in Brandenburg                                                                              | 1. Apr. 1967        | Der vorherige Name war Straße 432. | Berlin-Märkisches Viertel Calauer Straße                                                  |
| Dannenwalder Weg (Lage)        | 1600                   | Dannenwalde, Ortsteil der Stadt Gransee in Brandenburg                                                   | 20. Feb. 1933       | Der vorherige Name war Straße 5 des Bebauungsplans. Der Dannenwalder Weg verlief von der Wittenauer Straße (heute Wilhelmsruher Damm) bis Tornower Weg. Am 1. Dezember 1936 erhielt die Verlängerung, die Straße 116, ebenfalls diesen Namen, sodass er nun bogenförmig an der Wittenauer Straße lag. Am 1. April 1967 wurde auch die Straße 439 so benannt. | Dannenwalder Weg · Apostel-Johannes-Gemeinde                                              |
| Drebkauer Straße (Lage)        | 0140                   | Drebkau, Stadt in Brandenburg.                                                                           | 1. Apr. 1967        | Der vorherige Name war Straße 120. | Berlin-Märkisches Viertel Drebkauer Straße                                                |
| Eichhorster Weg (Lage)         | 0560 (im Ortsteil)     | Eichhorst, Ortsteil von Finowfurt in Brandenburg                                                         | 6. Aug. 1937        | Die Straße verlief ursprünglich vom Wilhelmsruher Damm bis zur Oranienburger Straße, wurde durch Überbauung bis Lübarser Weg verkürzt. Am 1. April 1967 wurde seine nördliche Verlängerung vom Lübarser Weg bis Wittenauer Straße, die Straße 427, in den Eichhorster Weg einbezogen. Ein Teil der Straße verläuft in Wittenau                               | Eichhorster Weg · Eichhorster Weg                                                         |
| Finsterwalder Straße (Lage)    | 1560 (im Ortsteil)     | Finsterwalde, Stadt in Brandenburg                                                                       | 1. Apr. 1967        | Die vorherigen Namen waren Straße 123 und Straße 431. Ein Teil der Straße verläuft in Lübars. | Finsterwalder Straße                                                                      |
| Gandenitzer Weg (Lage)         | 0500                   | Gandenitz, Ortsteil von Templin in Brandenburg                                                           | 15. Apr. 1982       | Der vorherige Name war Straße 492. | Gandenitzer Weg                                                                           |
| Germendorfer Straße (Lage)     | 0640                   | Germendorf, Ortsteil von Oranienburg in Brandenburg                                                      | 1. Apr. 1967        | Der vorherige Name war Straße 128. Am 1. November 1968 wurde ihre Verlängerung, die Straße 460, ebenfalls Germendorfer Straße benannt. | Germendorfer Straße                                                                       |
| Guhlener Zeile (Lage)          | 0240                   | Guhlen, Ortsteil der brandenburgischen Gemeinde Schwielochsee                                            | 1. Apr. 1967        | Der vorherige Name war Straße 124. | Berlin-Märkisches Viertel Guhlener Straße                                                 |
| Königshorster Straße (Lage)    | 0220                   | Königshorst, Ortsteil der Gemeinde Fehrbellin in Brandenburg                                             | 1. Apr. 1967        | Der vorherige Name war Straße 447. | Königshorster Straße                                                                      |
| Krangener Weg (Lage)           | 0100                   | Krangen, Ortsteil von Neuruppin in Brandenburg                                                           | 1. Nov. 1968        | Der vorherige Name war Straße 403. | Krangener Weg                                                                             |
| Lieberoser Straße (Lage)       | 0390                   | Lieberose, Stadt in Brandenburg                                                                          | 1. Apr. 1967        | Der vorherige Name war Straße 118. | Berlin-Märkisches Viertel Lieberoser Straße                                               |
| Markendorfer Straße (Lage)     | 0520                   | Markendorf, Ortsteil von Frankfurt (Oder) in Brandenburg                                                 | 1. Apr. 1967        | Der vorherige Name war Straße 117. | Berlin-Märkisches Viertel Markendorfer Straße                                             |
| Märkische Zeile (Lage)         | 070                    | nach der Mark Brandenburg                                                                                | um 1976             | Die Märkische Zeile ist ein Fußweg im Einkaufszentrum „Märkisches Zentrum“ zwischen Senftenberger Ring und Brunnenplatz. | Berlin-Märkisches Viertel Märkische Zeile                                                 |
| Mehrower Zeile (Lage)          | 0260                   | Mehrow, Ortsteil von Ahrensfelde in Brandenburg                                                          | 1. Apr. 1967        | Der vorherige Name war Straße 126. | Berlin-Märkisches Viertel Mehrower Zeile                                                  |
| Quickborner Straße (Lage)      | 0760 (im Ortsteil)     | Quickborn, Stadt in Schleswig-Holstein. Möglich ist auch Quickborn als alte Bezeichnung für Jungbrunnen. | 11. Dez. 1936       | Die vorherigen Namen waren Lübarser Weg (vor 1913 bis 1936), Lübarser Straße (vor 1913 bis 1936) und Rosenthaler Weg (vor 1922 bis 1936). Teile der Straße verlaufen in Lübars und Rosenthal | Quickborner Straße                                                                        |
| Sagritzer Weg (Lage)           | 0200                   | Sagritz, Ortsteil von Golßen in Brandenburg                                                              | 1. Apr. 1967        | Der vorherige Name war Straße 430. | Sagritzer Weg                                                                             |
| Sallgaster Straße (Lage)       | 0260                   | Sallgast, Ort in Brandenburg                                                                             | 1. Apr. 1967        | Der vorherige Name war Straße 119. | Berlin-Märkisches Viertel Sallgaster Straße                                               |
| Schorfheidestraße (Lage)       | 0600 (im Ortsteil)     | Schorfheide, Waldgebiet in Brandenburg                                                                   | 1. Apr. 1967        | Dien vorherigen Namen waren Straße 426 und Straße 121. Ein Teil der Straße verläuft in Wittenau | Berlin-Märkisches Viertel Schorfheidestraße · Berlin-Märkisches Viertel Schorfheidestraße |
| Senftenberger Ring (Lage)      | 2400                   | Senftenberg, Stadt in Brandenburg                                                                        | 1. Apr. 1967        | Die Straße ist ein wesentlicher Teil der Erschließung des Märkischen Viertels. Sie bildet einen Ring mit einem Durchmesser von rund 500 Metern. | Senftenberger Ring · Senftenberger Ring                                                   |
| Senziger Zeile (Lage)          | 0260                   | Senzig, Ortsteil von Königs Wusterhausen in Brandenburg                                                  | 1. Apr. 1967        | Der vorherige Name war Straße 125. | Berlin-Märkisches Viertel Senzinger Straße                                                |
| Steinkirchener Straße (Lage)   | 0480                   | Steinkirchen, Ortsteil von Lübben (Spreewald) in Brandenburg                                             | 1. Apr. 1967        | Der vorherige Name war Straße 127. | Steinkirchener Straße                                                                     |
| Straupitzer Steig (Lage)       | 0160                   | Straupitz, Ort in Brandenburg                                                                            | 1. Juli 1976        | Der vorherige Name war Straße 485. | Berlin-Märkisches Viertel Straupitzer Steig                                               |
| Teschendorfer Weg (Lage)       | 0240                   | Teschendorf, Ortsteil der Gemeinde Löwenberger Land in Brandenburg                                       | 1. Juli 1976        | Die Straße verzweigt sich in kleinere Anliegerstraßen. | Teschendorfer Weg                                                                         |
| Tiefenseer Straße (Lage)       | 0200                   | Tiefensee, Ortsteil von Werneuchen im Landkreis Barnim in Brandenburg                                    | vor 1971            | | Tiefenseer Straße                                                                         |
| Tornower Weg (Lage)            | 0340                   | Tornow, Ortsteil von Fürstenberg/Havel in Brandenburg                                                    | 30. Jan. 1933       | Der vorherige Name war Straße 2. | Tornower Weg                                                                              |
| Tramper Weg (Lage)             | 0120                   | Trampe, Ortsteil von Breydin in Brandenburg                                                              | 1. Juli 1976        | Der vorherige Name war Straße 441. | Tramper Weg                                                                               |
| Treuenbrietzener Straße (Lage) | 0860                   | Treuenbrietzen, Stadt in Brandenburg                                                                     | 1. Juli 1976        | Der vorherige Name war Straße 437. | Treuenbrietzener Straße · Treuenbrietzener Straße                                         |
| Welzower Steig (Lage)          | 1200                   | Welzow, Stadt in Brandenburg                                                                             | 15. Apr. 1982       | | Berlin-Märkisches Viertel Welzower Steig                                                  |
| Wentowsteig (Lage)             | 0260                   | Großer Wentowsee, Gewässer im Landkreis Oberhavel in Brandenburg                                         | 30. Jan. 1933       | Der vorherige Name war Straße 3. | Wentowsteig                                                                               |
| Wesendorfer Straße (Lage)      | 0170                   | Wesendorf, Ortsteil von Zehdenick in Brandenburg                                                         | 1. Apr. 1967        | Der vorherige Name war Straße 438. | Wesendorfer Straße                                                                        |
| Wilhelmsruher Damm (Lage)      | 2090 (im Ortsteil)     | Wilhelmsruh, Ortsteil des Bezirks Pankow                                                                 | 20. Mai 1937        | Die vorherigen Namen waren Rosenthaler Straße (vor 1902 bis 1937), Wittenauer Weg (1905 bis um 1929) und Wittenauer Straße (vor 1912 bis 1937). Teile der Straße verlaufen in Wittenau und in Rosenthal. | Wilhelmsruher Damm · Märkisches Zentrum                                                   |
| Zerpenschleuser Ring (Lage)    | 0590                   | Zerpenschleuse, Ortsteil von Wandlitz in Brandenburg                                                     | 1. Apr. 1967        | Der vorherige Name war Straße 456. | Zerpenschleuser Ring                                                                      |

## Weitere Örtlichkeiten im Märkischen Viertel

### Kleingartenanlagen (Kolonien)
| - Kolonie Am Seggeluchbecken (Lage) - Kolonie Fechner (Lage) |